# Eva Bayer-Niemeier
Eva Bayer-Niemeier, geborene Bayer (* 1958), ist eine deutsche Klassische Archäologin.

## Leben
Sie studierte Klassische Archäologie und wurde 1982 an der Universität Bonn promoviert. Thema ihrer Dissertation war Fischerbilder in der hellenistischen Plastik, wofür sie 1984/85 das Reisestipendium des Deutschen Archäologischen Instituts erhielt. Von 2000 bis zu ihrem Ruhestand Ende 2018 war sie Leiterin des Museum Quintana in Künzing.

## Veröffentlichungen (Auswahl)
- Fischerbilder in der hellenistischen Plastik (= Habelts Dissertationsdrucke. Reihe Klassische Archäologie. Heft 19). Habelt, Bonn 1983, ISBN 3-7749-2001-X.
- Griechisch-römische Terrakotten (= Wissenschaftliche Kataloge des Liebieghauses. Skulpturensammlung. Bildwerke der Sammlung Kaufmann. Band 1). Gutenberg, Melsungen 1988.
- mit anderen: Skulpturen, Malerei, Papyri und Särge (= Wissenschaftliche Kataloge des Liebieghauses. Museum alter Plastik. Ägyptische Bildwerke. Band 3). Gutenberg, Melsungen 1993, ISBN 3-87280-080-9.
- Redaktion: Museum Quintana. Archäologie in Künzing. Museumsführer. Weiss, Deggendorf 2017, ISBN 978-3-00-057269-2.

| Personendaten    | Personendaten                   |
| ---------------- | ------------------------------- |
| NAME             | Bayer-Niemeier, Eva             |
| ALTERNATIVNAMEN  | Bayer, Eva (Geburtsname)        |
| KURZBESCHREIBUNG | deutsche Klassische Archäologin |
| GEBURTSDATUM     | 1958                            |